# Jacques-Philippe Mérigon de Montgéry
Jacques-Philippe Mérigon de Montgéry, né le 25 juillet 1782 à Paris et mort dans la même ville le 9 septembre 1839, est un officier de marine et théoricien naval français qui participa à l'expédition Baudin. 

## Biographie
Embarqué en qualité d'aspirant de 2e classe sur Le Géographe pour l'expédition vers les Terres australes que conduit Nicolas Baudin au départ du Havre à compter du 19 octobre 1800, Montgéry est débarqué malade à l'Île-de-France le 25 avril 1801.
Il combat ensuite à Trafalgar en qualité d'enseigne de vaisseau à bord de la corvette Hermione.
Sa carrière prend un élan décisif sous la Seconde Restauration. Il s'affirme alors comme un penseur de la modernité technique et de l'innovation navale. 
Promu capitaine de frégate le 1er septembre 1819, il est envoyé en mission en 1820 dans les ports des États-Unis « pour y faire des recherches sur la navigation par la vapeur et […] en a rapporté beaucoup de documents intéressants sur la marine et l’artillerie ».
Spécialiste de l’artillerie navale, Mérigon de Montgéry publie un manuel des Règles de pointage à bord des vaisseaux (1816) et un Traité des fusées de guerre (1826), et invente un nouveau modèle d’étoupilles de canons.
Élargissant ensuite ses horizon de pensée, Montgéry énonce des intuitions sur l'avenir de la guerre maritime qui en font un précurseur visionnaire. C'est ainsi qu'il préconise dans ses différentes publications la construction de navires à coque métallique, l’emploi des mines flottantes et le développement des sous-marins d’attaque, qu’il imagine même d’équiper de siphons permettant de projeter sous l’eau « des matières incendiaires liquides »,
Il fait valoir ses théories navales anticipatrices et ses connaissances et curiosités scientifiques, concernant notamment les machines à vapeur, dans différentes revues savantes. Ses études plus marquantes sont rééditées en brochures. Il est par ailleurs le premier biographe français de Robert Fulton. Enfin, il fait partie des contributeurs réguliers du Journal des Sciences Militaires des armées de Terre et de Mer. 
Son goût du progrès industriel pousse Mérigon de Montgéry à faire partie des 23 investisseurs fondateurs de la Compagnie du chemin de fer de la Loire. Il souscrit 14 action de la société lors de sa création en 1829.
Il est par ailleurs un ami personnel d’Auguste Comte, dont le rapproche leur commune croyance aux vertus du progrès scientifique.
Promu capitaine de vaisseau le 2 juillet 1829 et officier de la Légion d'honneur le 7 janvier 1834, Jacques-Philippe Mérigon de Montgéry siège comme membre du conseil des travaux de la Marine sous la monarchie de Juillet.

## Publications
- Règles de pointage à bord des vaisseaux, ou Remarques sur ce qui est prescrit à cet égard dans les exercices de 1808 et 1811, suivies de notes sur diverses branches de l'artillerie en général et en particulier de l'artillerie de la marine, Paris, Bachelier, 1816, 317 pages (2e éd. en 1828).
- Mémoire sur les mines flottantes et les pétards flottans, ou Machines infernales maritimes, Paris, Bachelier, 1819, 78 pages.
- « Mémoire sur les Flûtes et les Gabares », Annales maritimes et coloniales, IIe partie, 1820, p. 129-141.
- « Notice sur la vie et les travaux de Robert Fulton », suivi en appendice d'une « Histoire des navires à vapeur », Annales de l'industrie nationale et étrangère, 1822, p. 225-308. La partie principale a été rééditée en brochure séparée sous le même titre : Notice sur la vie et les travaux de Robert Fulton, Paris, Bachelier, 1825, 70 pages.
- « Mémoire sur les projectiles creux », Annales maritimes et coloniales, tome I, 2e partie, p. 26-41.
- Mémoire sur les moyens de rendre Paris port de mer, Paris, Bachelier, 1824, 27 pages. (extrait des Annales de l'industrie nationale et étrangère).
- Mémoire sur les navires en fer, Paris, Bachelier, 1824, 31 pages (extrait des Annales de l'industrie nationale et étrangère). Publication ayant fait l'objet d'une traduction partielle en anglais dans Thomas Gill, The Technical repository, volume V, 1824, p. 407-411.
- « Notice sur la navigation et la guerre sous-marines », 20 pages, Revue encyclopédique, 66e cahier, tome 22, 6e année, 2e série, juin 1824.
- « Des Armes à vapeur », 15 pages, Revue encyclopédique, 69e cahier, tome 23, 6e année, 2e série, septembre 1824.
- Traité des fusées de guerre, nommées autrefois rochettes et maintenant fusées à la Congrève, Paris, Bachelier, 1825, 296 pages. Cet ouvrage a fait l'objet d'une recension en anglais dans The British Indian Military Repository, Volume 4, 1826, p. 555-558.
- « Observations relatives aux ouvrages de M. Paixhans sur une nouvelle force maritime », 16 pages, Bulletin universel des sciences et de l'industrie, 8e section, août 1825.
- « Réflexions sur quelques institutions et sur quelques moyens propres à favoriser les progrès de l'industrie, et particulièrement sur la nouvelle Société commanditaire de l'industrie qui vient d'être fondée à Paris », 23 pages, Revue encyclopédique, 81e cahier, tome XVII, septembre 1825.
- « Traité historique et pratique des machines à vapeur et autres machines à feu », Recueil industriel, manufacturier, agricole et commercial, de la salubrité publique et des beaux-arts, 1828.
- « Recherches sur les fusées de guerre », texte compilé par Joseph Corréard, Histoire des fusées de guerre, ou Recueil de tout ce qui a été publié ou écrit sur ce projectile, tome 1, Paris, J. Corréard, 1841.